# Середньочеський кубок з футболу 1929
Середньочеський кубок 1929 (чеськ. Stredoceský Pohár 1929) — дванадцятий розіграш футбольного кубку Середньої Чехії. Переможцем змагань вдруге став клуб «Вікторія» (Жижков). Вперше в фіналі змагань не було жодного з лідерів тогочасного Чехословацького футболу — «Славії» і «Спарти».

## Результати матчів
3 коло
- 22.09.1929. «Славія» (Прага) — «Спарта» (Прага) — 1:2 (Пуч — Мудрий, Гафтль)[1]
  - Славія: Планічка, Женишек, Новак, Водічка, Плетиха, Чипера, Юнек, Йоска, Свобода, Пуч, Кратохвіл
  - Спарта: Бєлік, Пернер, Гоєр, Кноблох-Моделон, Пешек-Кадя, Гайний, Їран, Мудрий, Гафтль, Сильний, Югер

## Фінал
| 2 березня 1930 |

| «Вікторія» (Жижков)                  | 3 — 1 | «Лібень» (Прага) |
| ------------------------------------ | ----- | ---------------- |
| Подразіл 61' Медуна 80' Кржиштял 85' | звіт  | 27' Новак        |

| Глядачів: 3000 Арбітр: Парпл |

Вікторія: Бенда, Мареш, Стейнер, Кржижек, Кліцпера, Штепан, Подразіл, О.Новак, Медуна, Кржиштял, Громандка
Лібень: Воржишек, Петржик, Паулін, Жабеглицький, Воцел, Новак, Шваб, Кубін, Гержман, Єгличка, Файт